# Zephyria Planum

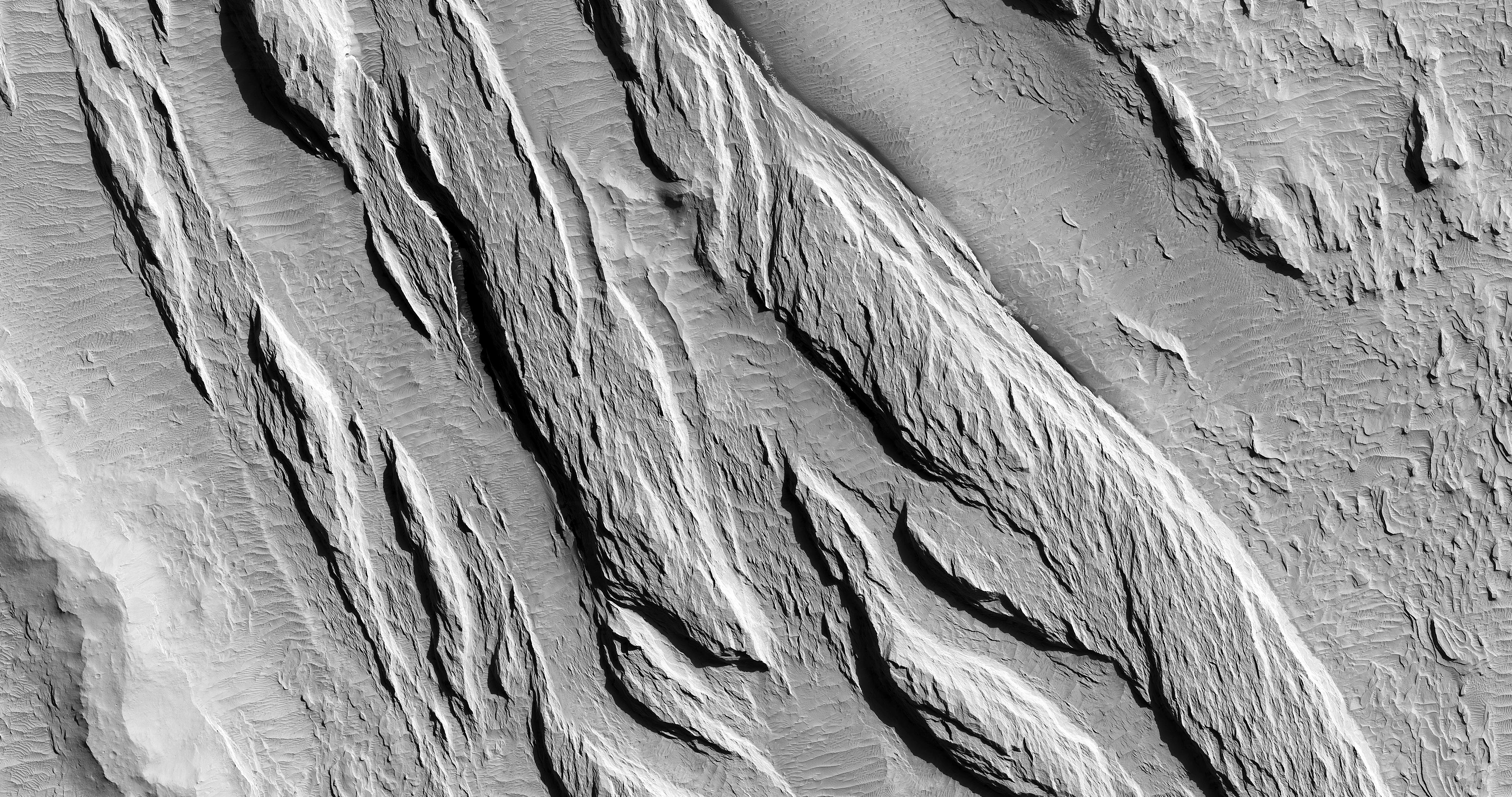
Imatge de la Zephyria Planum (NASA).

Zephyria Planum és una formació geològica de tipus planum a la superfície de Mart, localitzada amb el sistema de coordenades planetocèntriques a 3.26 latitud N i 156.75 ° longitud E, que fa 575.11 km de diàmetre. El nom va ser aprovat per la UAI l'any 2007 i fa referència a una característica d'albedo.